# Grand Prix Monaka 1982
Grand Prix Monaka 1982 (oficiálně XXXX Grand Prix de Monaco) se jela na okruhu Circuit de Monaco v Monte Carlu v Monaku dne 23. května 1982. Závod byl šestým v pořadí v sezóně 1982 šampionátu Formule 1.

## Kvalifikace
| Poř.   | No. | Jezdec             | Konstruktér     | Čas      |
| ------ | --- | ------------------ | --------------- | -------- |
| 1      | 16  | René Arnoux        | Renault         | 1:23.281 |
| 2      | 2   | Riccardo Patrese   | Brabham-Ford    | 1:23.791 |
| 3      | 23  | Bruno Giacomelli   | Alfa Romeo      | 1:23.939 |
| 4      | 15  | Alain Prost        | Renault         | 1:24.439 |
| 5      | 28  | Didier Pironi      | Ferrari         | 1:24.585 |
| 6      | 6   | Keke Rosberg       | Williams-Ford   | 1:24.649 |
| 7      | 22  | Andrea de Cesaris  | Alfa Romeo      | 1:24.928 |
| 8      | 5   | Derek Daly         | Williams-Ford   | 1:25.390 |
| 9      | 3   | Michele Alboreto   | Ferrari         | 1:25.449 |
| 10     | 7   | John Watson        | McLaren-Ford    | 1:25.583 |
| 11     | 12  | Nigel Mansell      | Lotus-Ford      | 1:25.642 |
| 12     | 8   | Niki Lauda         | McLaren-Ford    | 1:25.838 |
| 13     | 1   | Nelson Piquet      | Brabham-BMW     | 1:26.075 |
| 14     | 9   | Manfred Winkelhock | ATS-Ford        | 1:26.260 |
| 15     | 11  | Elio de Angelis    | Lotus-Ford      | 1:26.456 |
| 16     | 25  | Eddie Cheever      | Ligier-Matra    | 1:26.463 |
| 17     | 4   | Brian Henton       | Tyrrell-Ford    | 1:26.690 |
| 18     | 26  | Jacques Laffite    | Ligier-Matra    | 1:27.007 |
| 19     | 29  | Marc Surer         | Arrows-Ford     | 1:27.019 |
| 20     | 10  | Eliseo Salazar     | ATS-Ford        | 1:27.022 |
| 21     | 30  | Mauro Baldi        | Arrows-Ford     | 1:27.208 |
| 22     | 33  | Jan Lammers        | Theodore-Ford   | 1:27.523 |
| 23     | 17  | Jochen Mass        | March-Ford      | 1:27.885 |
| 24     | 35  | Derek Warwick      | Toleman-Hart    | 1:28.075 |
| 25     | 31  | Jean-Pierre Jarier | Osella-Ford     | 1:28.264 |
| 26     | 14  | Roberto Guerrero   | Ensign-Ford     | 1:28.635 |
| 27     | 36  | Teo Fabi           | Toleman-Hart    | 1:30.407 |
| 28     | 32  | Riccardo Paletti   | Osella-Ford     | 1:31.059 |
| 29     | 18  | Raul Boesel        | March-Ford      | 1:31.212 |
| 30     | 20  | Chico Serra        | Fittipaldi-Ford | 1:31.471 |
| 31     | 19  | Emilio de Villota  | March-Ford      | 1:52.401 |
| Zdroj: |     |                    |                 |          |

## Závod
| Poř.   | No. | Jezdec             | Konstruktér     | Počet kol | Čas/Odstoupení    | Pořadí na startu | Body |
| ------ | --- | ------------------ | --------------- | --------- | ----------------- | ---------------- | ---- |
| 1      | 2   | Riccardo Patrese   | Brabham-Ford    | 76        | 1:54:11.259       | 2                | 9    |
| 2      | 28  | Didier Pironi      | Ferrari         | 75        | Nedostatek paliva | 5                | 6    |
| 3      | 22  | Andrea de Cesaris  | Alfa Romeo      | 75        | Nedostatek paliva | 7                | 4    |
| 4      | 12  | Nigel Mansell      | Lotus-Ford      | 75        | + 1 kolo          | 11               | 3    |
| 5      | 11  | Elio de Angelis    | Lotus-Ford      | 75        | + 1 kolo          | 15               | 2    |
| 6      | 5   | Derek Daly         | Williams-Ford   | 74        | Nehoda            | 8                | 1    |
| 7      | 15  | Alain Prost        | Renault         | 73        | Nehoda            | 4                |      |
| 8      | 4   | Brian Henton       | Tyrrell-Ford    | 72        | + 4 kola          | 17               |      |
| 9      | 29  | Marc Surer         | Arrows-Ford     | 70        | + 6 kol           | 19               |      |
| 10     | 3   | Michele Alboreto   | Tyrrell-Ford    | 69        | Zavěšení          | 9                |      |
| Ret    | 6   | Keke Rosberg       | Williams-Ford   | 64        | Kolize            | 6                |      |
| Ret    | 8   | Niki Lauda         | McLaren-Ford    | 56        | Motor             | 12               |      |
| Ret    | 1   | Nelson Piquet      | Brabham-BMW     | 49        | Turbo             | 13               |      |
| Ret    | 7   | John Watson        | McLaren-Ford    | 35        | Elektronika       | 10               |      |
| Ret    | 9   | Manfred Winkelhock | ATS-Ford        | 31        | Diferenciál       | 14               |      |
| Ret    | 26  | Jacques Laffite    | Ligier-Matra    | 29        | Zacházení         | 18               |      |
| Ret    | 25  | Eddie Cheever      | Ligier-Matra    | 27        | Únik oleje        | 16               |      |
| Ret    | 10  | Eliseo Salazar     | ATS-Ford        | 22        | Mechanika         | 20               |      |
| Ret    | 16  | René Arnoux        | Renault         | 14        | Smyk              | 1                |      |
| Ret    | 23  | Bruno Giacomelli   | Alfa Romeo      | 4         | Hřídel            | 3                |      |
| DNQ    | 30  | Mauro Baldi        | Arrows-Ford     |           |                   |                  |      |
| DNQ    | 33  | Jan Lammers        | Theodore-Ford   |           |                   |                  |      |
| DNQ    | 17  | Jochen Mass        | March-Ford      |           |                   |                  |      |
| DNQ    | 35  | Derek Warwick      | Toleman-Hart    |           |                   |                  |      |
| DNQ    | 31  | Jean-Pierre Jarier | Osella-Ford     |           |                   |                  |      |
| DNQ    | 14  | Roberto Guerrero   | Ensign-Ford     |           |                   |                  |      |
| DNPQ   | 36  | Teo Fabi           | Toleman-Hart    |           |                   |                  |      |
| DNPQ   | 32  | Riccardo Paletti   | Osella-Ford     |           |                   |                  |      |
| DNPQ   | 18  | Raul Boesel        | March-Ford      |           |                   |                  |      |
| DNPQ   | 20  | Chico Serra        | Fittipaldi-Ford |           |                   |                  |      |
| DNPQ   | 19  | Emilio de Villota  | March-Ford      |           |                   |                  |      |
| Zdroj: |     |                    |                 |           |                   |                  |      |

## Průběžné pořadí po závodě
Pohár jezdců
| Pořadí | Jezdec           | Body |
| ------ | ---------------- | ---- |
| 1      | Alain Prost      | 18   |
| 2      | John Watson      | 17   |
| 3      | Didier Pironi    | 16   |
| 4      | Keke Rosberg     | 14   |
| 5      | Riccardo Patrese | 13   |
| Zdroj: |                  |      |

Pohár konstruktérů
| Pořadí | Konstruktér   | Body |
| ------ | ------------- | ---- |
| 1      | McLaren-Ford  | 29   |
| 2      | Renault       | 22   |
| 3      | Ferrari       | 22   |
| 4      | Williams-Ford | 21   |
| 5      | Lotus-Ford    | 14   |
| Zdroj: |               |      |